# Neomachlotica
Neomachlotica is een geslacht van parelmotten (Glyphipterigidae).

## Soorten in dit geslacht
- Neomachlotica actinota
- Neomachlotica atractias
- Neomachlotica nebras
- Neomachlotica spiraea